# Parides coelus
Espèce
Statut de conservation UICN

 DD  : Données insuffisantes
Parides  coelus est une espèce d'insectes lépidoptères (papillons) de la famille des Papilionidae, de la sous-famille des Papilioninae, tribu des Troidini, sous-tribu des Troidina et du genre Parides, endémique de la Guyane.

## Dénomination
Parides coelus a été décrit par Jean-Baptiste Alphonse Dechauffour de Boisduval en 1836.
Synonyme : Parides vercingetorix Oberthür, 1888,.

## Description
Parides coelus est un papillon marron iridescent, avec aux postérieures un groupement de grandes taches roses ovalaires en position submarginale.

## Biologie

### Plantes hôtes
Les plantes hôtes de sa chenille sont des aristoloches.

## Écologie et distribution
Il est présent uniquement en Guyane, dans l'arrondissement de Saint-Laurent-du-Maroni.

### Biotope
Il réside dans la forêt tropicale.

### Protection
Pas de statut de protection particulier. Il est inscrit Data Deficient (DD) sur le livre rouge de l'IUCN